# Erwan Keravec
Erwan Keravec (* 1974 in Auray) ist ein französischer Improvisationsmusiker, der bretonischen Dudelsack spielt.

## Leben und Wirken
Keravec begann gemeinsam mit seinem Bruder Guénolé Dudelsack zu spielen. Er gehörte zunächst dem Dudelsack-Ensemble von Pluneret an, später zum Bagad von Locoal-Mendon. 1997 lud dieses Ensemble die Association à la Recherche d’un Folklore Imaginaire aus Lyon zu einem gemeinsamen Konzert ein. Keravec musste erstmals improvisieren. Weitere Konzerte mit den Musikern von ARFI folgten, auch in Brasilien.
Keravec begann neue Formen zu entwickeln und gründete die Band Urban Pipes; auf deren Debütalbum 2007 folgte 2011 ein weiteres Album. Dann gründete er die Band Les Niou Bardophones, die sich mit der bretonischen Musik auseinandersetzte und 2013 ein Album veröffentlichte. Entscheidend für ihn wurde die Begegnung mit dem baskischen Sänger Beñat Achiary, dessen Stimme sich ideal in die Borduntöne des Dudelsacks einfügte (Album Vox 2015). Weiterhin beauftragte er Komponisten wie François Rossé, Susumu Yoshida oder Heiner Goebbels mit Kompositionen für ihn. Im Trio Vox, Nu Piping #2 arbeitete er mit der Sängerin Donatienne Michel-Dansac und dem Bariton Vincent Bouchon. Auch spielte er zum Tanz von Mickaël Phelippeau. Er nahm zudem Duo-Alben mit Jean-Luc Cappozzo und Mats Gustafsson auf und ist auf einem Album von Didier Squiban zu hören.